# 宣侯 (蔡)
宣侯（せんこう、生年不詳 - 紀元前715年）は、春秋時代の蔡の君主。姓は姫、名は措父、あるいは考父。戴侯の子で、戴侯の後を受けて蔡国の君主となった。紀元前715年6月、死去した。在位35年。